# Ksenija Pervak
Ksenija Pervak (russisk: Ксения Юрьевна Первак tr. Ksenija Jurjevna Pervak ; født 27. maj 1991 i Tjeljabinsk) er en kvindelig tennisspiller fra Rusland. Ksenija Pervak startede sin karriere i 2007. 
18. april 2011 opnåede Ksenija Pervak sin højeste WTA single rangering på verdensranglisten som nummer 83. 